# Birger Verstraete
Birger Verstraete (Oostende, 16 de abril de 1994) es un futbolista belga que juega en la demarcación de centrocampista para el Oud-Heverlee Leuven de la Primera División de Bélgica.

## Biografía
Cuando contaba con seis años empezó a formarse como futbolista con el KV Oostende, donde permaneció durante nueve años, hasta que fue fichado por el Club Brujas. Siguió en las categorías inferiores del club hasta que en 2012 hizo su debut con el primer equipo después de que Georges Leekens le convocase. Después de dos temporadas en el equipo fichó por el RE Mouscron, y un año después hizo lo propio por el KV Cortrique hasta 2018. En 2017 fichó por el K. A. A. Gante y en 2019 se marchó a Alemania para jugar con el F. C. Colonia, que un año después lo cedió al Royal Antwerp F. C. Posteriormente fue adquirido en propiedad y se mantuvo en el club hasta septiembre de 2022, momento en el que fue prestado al K. V. Malinas. Allí estuvo hasta final de temporada y la siguiente se marchó definitivamente al Aris Salónica F. C. Esta etapa en Grecia duró un año y en julio de 2024 regresó a Bélgica para jugar en el Oud-Heverlee Leuven.

## Selección nacional
Tras ser internacional en categorías inferiores con Bélgica, debutó con la absoluta el 7 de septiembre de 2018 en un amistoso ante Escocia en Hampden Park que finalizó con victoria por 0 a 4 para los belgas.

## Clubes
| Club                   | País     | Año       | Partidos | Goles |
| ---------------------- | -------- | --------- | -------- | ----- |
| Club Brujas            | Bélgica  | 2012-2014 | 11       | 0     |
| RE Mouscron (cedido)   | Bélgica  | 2014-2015 | 12       | 1     |
| K. V. Cortrique        | Bélgica  | 2016-2017 | 40       | 0     |
| K. A. A. Gante         | Bélgica  | 2017-2019 | 77       | 6     |
| 1. F. C. Colonia       | Alemania | 2019-2020 | 10       | 0     |
| Royal Antwerp F. C.    | Bélgica  | 2020-2022 | 81       | 4     |
| K. V. Malinas (cedido) | Bélgica  | 2022-2023 | 25       | 2     |
| Aris Salónica F. C.    | Grecia   | 2023-2024 | 29       | 0     |
| Oud-Heverlee Leuven    | Bélgica  | 2024-     | 36       | 0     |

## Palmarés

### Títulos nacionales
| Título               | Club                | País    | Año  |
| -------------------- | ------------------- | ------- | ---- |
| Supercopa de Bélgica | Royal Antwerp F. C. | Bélgica | 2023 |